# براين روميرو
براين روميرو (بالإسبانية: Brian Ezequiel Romero) (15 يونيو 1991 بسان إيسيدرو في الأرجنتين - ) هو لاعب كرة قدم أرجنتيني في مركز مهاجم ‏. لعب مع أرجنتينوس جونيورز ونادي أتليتيكو كولون.

## وصلات خارجية
- براين روميرو على موقع قاعدة بيانات كرة القدم.إي يو (الإنجليزية)
- براين روميرو على موقع Soccerway.com (الإنجليزية)
- براين روميرو على موقع عالم كرة القدم.نت (الإنجليزية)